# Alfred Hartlieb von Wallthor
Alfred Freiherr Hartlieb von Wallthor (* 23. Januar 1921 in Feldkirch; † 23. Juli 2011 in Detmold) war ein deutscher Historiker. Er setzte sich insbesondere mit der Geschichte Westfalens auseinander.

## Leben
Alfred Freiherr Hartlieb von Wallthor studierte nach dem Kriegsdienst Geschichte, Germanistik und Philosophie an der Westfälischen Wilhelms-Universität in Münster. Dieses Studium schloss er mit dem Staatsexamen und 1950 mit der Promotion zum Dr. phil. bei Kurt von Raumer ab. Im Jahr 1961 trat Hartlieb von Wallthor in das Provinzialinstitut für westfälische Landes- und Volksforschung ein, 1965 wurde ihm die Leitung der Hauptstelle übertragen. Ebenfalls 1961 wurde er zum ordentlichen Mitglied der Historischen Kommission für Westfalen gewählt. Zwischen 1971 und 1979 war er Vereinsdirektor des Vereins für Geschichte und Altertumskunde Westfalens, Abt. Münster. Im Januar 1986 wurde Hartlieb von Wallthor in den Ruhestand verabschiedet.
Parallel zu dieser Tätigkeit hatte Hartlieb von Wallthor einen Lehrauftrag über westfälische Landesgeschichte an der Universität Münster. Er war Mitglied der Vereinigung für Verfassungsgeschichte.
Alfred Freiherr Hartlieb von Wallthor starb 2011 und wurde in Detmold-Heidenoldendorf beigesetzt.

## Familie
Alfred Freiherr Hartlieb von Wallthor war ab 1979 mit der Historikerin Heide Barmeyer-Hartlieb verheiratet.

## Schriften (Auswahl)
- Heinrich IV. von Frankreich und das Kaisertum. Münster 1950 (zugleich: Münster, Universität, Dissertation, 1. Dezember 1950, maschinenschriftlich).
- (Hrsg. mit Franz Petri): Grundfragen der Gebiets- und Verwaltungsreform in Deutschland (= Veröffentlichungen des Provinzialinstituts für Westfälische Landes- und Volksforschung des Landschaftsverbandes Westfalen-Lippe. H. 16). Aschendorff, Münster 1973, ISBN 3-402-05873-1.
- (Hrsg. mit Heinz Quirin): Landschaft als interdisziplinäres Forschungsproblem. Vorträge und Diskussionen des Kolloquiums am 7./8. November 1975 in Münster (= Veröffentlichungen des Provinzialinstituts für Westfälische Landes- und Volksforschung des Landschaftsverbandes Westfalen-Lippe. H. 21). Aschendorff, Münster 1977, ISBN 3-402-05879-0.
- (Hrsg.): Geschichte und Funktion regionaler Selbstverwaltung in Westfalen (= Veröffentlichungen des Provinzialinstituts für Westfälische Landes- und Volksforschung des Landschaftsverbandes Westfalen-Lippe. Reihe 1: Wirtschafts- und verkehrswissenschaftliche Arbeiten. H. 22). Aschendorff, Münster 1978, ISBN 3-402-06080-9.
- Auftakt zum Vormärz in Preußen. Die preußische Verfassungsfrage auf dem 3. Westfälischen Provinziallandtag von 1830/31 (= Beiträge zur Geschichte der preußischen Provinz Westfalen. Bd. 3 = Veröffentlichungen der Historischen Kommission für Westfalen. 38, 3). Aschendorff, Münster 1988, ISBN 3-402-05999-1.
- Der Freiherr vom Stein und Russland. Grote, Köln 1992, ISBN 3-17-012156-1.